# Jean-Jacques Brot
Pour les articles homonymes, voir Brot.
Jean-Jacques Brot, né le 27 janvier 1956 à Paris (France), est un haut fonctionnaire français. Il est préfet des Yvelines du 4 avril 2018 au 4 mars 2024.
Il est connu pour avoir été chargé de la mission de coordination pour l'accueil des réfugiés syriens et irakiens auprès du directeur général des Étrangers en France de 2015 à 2017 (réfugiés de la guerre civile syrienne).

## Biographie

### Études
Après des études secondaires aux lycées Buffon et Louis-le-Grand à Paris, Jean-Jacques Brot est ensuite diplômé d'HEC (1977) et de l'Institut d'études politiques de Paris (1979)
Jean-Jacques Brot sort diplômé de l'École nationale d'administration (promotion Solidarité) en 1983.
Il obtient le grade de capitaine de corvette de réserve à l'issue de son service militaire.

## Carrière et responsabilités publiques

### Haut fonctionnaire et préfet
À sa sortie de l'École Nationale d'Administration, Jean-Jacques Brot entre au ministère des Affaires étrangères en tant que Secrétaire des affaires étrangères. Il occupe le poste de second puis premier secrétaire à l'ambassade de France au Japon de 1983 à 1986.
Il rejoint le corps préfectoral en 1988, dans lequel il est titularisé préfet en 2004.
Entre 2002 et 2010, il est successivement préfet de Mayotte, des Deux-Sèvres, de la Guadeloupe et d'Eure-et-Loir. Nommé préfet de la Vendée le 15 février 2010, il doit faire face, quelques jours après son arrivée dans le département, au drame provoqué par la tempête Xynthia dans les communes de La Faute-sur-Mer et L'Aiguillon-sur-Mer.
Il est ensuite nommé préfet du Finistère en 2011 jusqu'en 2013.
Il fut préfet des Yvelines du 4 avril 2018 jusqu'en mars 2024.

### Haut-commissaire de la République en Nouvelle-Calédonie
Il est nommé le 23 janvier 2013 par décret pris en conseil des ministres, sur proposition du ministre de l'Intérieur, Manuel Valls, Haut-commissaire de la République en Nouvelle-Calédonie en remplacement d'Albert Dupuy, qui part à la retraite le 2 février suivant. Il arrive en Nouvelle-Calédonie le 26 février 2013, pour prendre ses fonctions le lendemain.
Jean-Jacques Brot se fait rapidement remarquer par une attitude et des prises de parole tranchant avec celles de son prédécesseur et plus généralement des hauts-commissaires.

#### Aéroport international de la Tontouta
Lors de l'inauguration de la nouvelle aérogare de l'aéroport international de Nouméa - La Tontouta le 19 mars 2013, Jean-Jacques Brot critique sèchement la gestion du chantier (qui a connu de nombreux retards et dépassements de budget). Cette intervention est qualifiée de « brève et lapidaire » et de « douche froide » par le quotidien Les Nouvelles calédoniennes, ou de « beau clash oratoire » par Nouvelle-Calédonie 1re qui titre également « le style Jean-Jacques Brot laisse sans voix ».
Le 4 mars 2015, le rapport d'observations définitives (ROD 2) rendu par la Chambre Territoriale des Comptes (CTC) de Nouvelle-Calédonie met en évidence d'importantes fraudes et manquements budgétaires relatifs aux conditions de financement de la rénovation et de l'inauguration de l'aéroport international de Nouméa - La Tontouta.

#### Révision des listes électorales
Le 26 février 2014, le Premier ministre Jean-Marc Ayrault déclare à l'Assemblée nationale que Jean-Jacques Brot a « toute sa confiance » pour mener à bien la révision des listes électorales de Nouvelle-Calédonie. Cette déclaration fait suite aux interprétations divergentes entre partis indépendantistes et loyalistes concernant la composition du corps électoral qui aura la charge d'organiser le référendum d'autodétermination de la Nouvelle-Calédonie lors de son mandat (2014-2018).

#### Dialogue social
Jean-Jacques Brot s'investit également dans le règlement d'un conflit social sur le thème de la vie chère, organisant au Haut-commissariat à partir du 25 mai 2013, après dix jours de grèves générales, de blocage du port autonome, des principaux hypermarchés, de certains axes routiers et de nombreuses perturbations des vols de la compagnie domestique Air Calédonie, les réunions entre responsables politiques, patronaux et syndicaux qui ont abouti à la signature le 27 mai d'un protocole d'accord.

#### Démission
Le 19 juillet 2014, en pleine visite du ministre de l'outre-mer George-Pau Langevin, Jean-Jacques Brot démissionne de son poste de haut-commissaire de la République en Nouvelle-Calédonie. Le mercredi 23 juillet 2014, le Premier ministre Manuel Valls déclare aux députés : « N'ayez aucun doute sur le fait que son départ, sa démission, n'a rien à voir avec la politique du gouvernement ». Bien que Jean-Jacques Brot ne se soit pas exprimé publiquement sur le sujet, les médias ont fait état d'un désaccord stratégique entre le Haut-Commissaire et le Gouvernement de François Hollande sur l'avenir de la Nouvelle-Calédonie.

### Le «préfet des réfugiés»
À l'issue de sa démission, Jean-Jacques Brot est nommé préfet hors cadre, c'est-à-dire préfet sans affectation territoriale.
Du 9 mars 2015 au 9 mars 2017, Jean-Jacques Brot est chargé de la mission de coordination pour l'accueil des réfugiés syriens et irakiens auprès du Directeur général des étrangers en France.
Surnommé le « préfet des réfugiés », le préfet Jean-Jacques Brot sillonne la France à la recherche de structures d’accueil pour des familles notamment syriennes ayant fui la guerre. L’objectif de départ ne vise qu’une centaine de personnes par an. À la suite de la crise des migrants de l’été 2014, les ambitions sont revues à la hausse.
La mission de Jean-Jacques Brot vise à mettre en application un accord de « réinstallation » signé en 2008 par la France avec le Haut-Commissariat aux réfugiés des Nations unies (HCR) et à récupérer des familles de toutes confessions (chrétiens, yézidis) dans les camps et campements du Liban, de Jordanie et de Turquie.
Au cours des trois années et avec le concours d’élus locaux, d’associations, de services déconcentrés de l’Etat ainsi que de la direction générale des étrangers en France, la mission emmenée par Jean-Jacques Brot a permis d’accueillir environ 2 500 personnes qui ont obtenu le statut de réfugiés réparties dans 60 départements.

### Préfet des Yvelines
En avril 2018, il est nommé préfet des Yvelines.
En avril 2021, il intègre le comité scientifique de la Chaire "Outre-Mer" de l'Institut d'études politiques de Paris.

#### Rapport aux islamistes
En octobre 2020, Jean-Jacques Brot est mis en cause dans un article du magazine Marianne qui publie le témoignage de policiers qui lui reprochent le limogeage en 2018 du commissaire Jean-Luc Taltavull, dont « la lutte contre l’islamisme radical ne plaisait pas à tout le monde », sous un prétexte fallacieux, « ne pas avoir remonté au préfet Brot une note sur une possible flambée de violences à Chanteloup » et d'« avoir réclamé la surveillance du milieu évangéliste ». L'article de Marianne est publié quelques jours après la décapitation de Samuel Paty, dans les Yvelines, par un terroriste islamiste.
À la suite de ses déclarations, début 2021, au journal Le Monde concernant le professeur de philosophie Didier Lemaire  et l'islamisme à Trappes, Brot dont les méthodes ne font pas « pas l'unanimité » selon le magazine L'Express, a dû publier un communiqué de presse souhaité par le ministère de l'Intérieur voulu par le ministère de l'Intérieur.
Le Canard enchaîné révèle dans son édition du 18 août 2021, qu'ami de Pierre Bédier (ils ont été des collaborateurs historiques de Jacques Chirac), le préfet Jean-Jacques Brot participe comme lui à la stigmatisation d'un représentant musulman Abdelaziz El Jaouhari, religieux président de la mosquée de Mantes-Sud prônant un islam de tolérance et défendant le droit à la caricature, libéral anti-salafiste. Le préfet Brot dialogue et organise des musulmans intégristes et ultra-rigoristes au sein du conseil des instances musulmanes des Yvelines (CIMY).

### Résumé de carrière
- Secrétaire des Affaires étrangères, Premier Secrétaire de l'Ambassade de France au Japon (1983)
- Affecté à la sous-direction du désarmement au ministère des Affaires Étrangères (août 1986)
- Conseiller technique pour les affaires diplomatiques au cabinet de Gaston Flosse, secrétaire d’État chargé des problèmes du Pacifique Sud auprès du ministre des départements et territoires d’outre-mer (février 1987)
- Administrateur civil au ministère des Affaires étrangères (juin 1988)
- Détaché sous-préfet de 1re classe, sous-préfet de Mirande (21/11/1988)
- Secrétaire général de la préfecture de l'Eure (27 août 1990[23])
- Secrétaire général de la préfecture du Finistère (7 janvier 1993[24]) (Titularisé sous-préfet hors classe le 1er janvier 1994)
- Secrétaire général de la préfecture des Hauts-de-Seine (13 octobre 1995[25] au 7 juin 2000[26])
- Sous-préfet hors cadre (= sans affectation territoriale), conseiller technique à la présidence de la République (14 juin 1999)
- Préfet de Mayotte (4 juillet 2002[27]) (Titularisé préfet le 20 janvier 2004)
- Préfet des Deux-Sèvres (16 décembre 2004[28])
- Préfet de la région Guadeloupe, préfet de la Guadeloupe (23 mai 2006[29]); en outre représentant de l'État dans la collectivité de Saint-Barthélemy et représentant de l'État dans la collectivité de Saint-Martin (30/07/2007)
- Préfet d’Eure-et-Loir (15 octobre 2007[30])
- Préfet de la Vendée (21 janvier 2010[31])
- Préfet du Finistère (16 novembre 2011[32])[33]
- Haut-commissaire de la République en Nouvelle-Calédonie du 25 janvier 2013[34] au 19/07/2014.
- Chargé de la mission de coordination pour l'accueil des réfugiés syriens et irakiens auprès du Directeur général des étrangers en France du 09/03/2015 au 9 mars 2017.
- Vice-président de l'association "Les Compagnons du Partage" à Chartres de 2016 à 2020.
- Conseiller du Gouvernement du 9 mars 2017[35] au 23 avril 2018.
- Préfet des Yvelines de 4 avril 2018 à  4 mars 2024[36]
- Président de l'association "Les Compagnons du Partage" à Chartres depuis 2020.

## Décorations
- Officier de la Légion d'honneur Il est fait chevalier le 31 décembre 2002[37], et est promu officier le 29 mars 2013[38].
- Commandeur de l'ordre national du Mérite Il est fait chevalier le 10 novembre 1998[39], il est promu officier le 7 mai 2007[40], et est fait commandeur le 25 novembre 2021[41].
- Officier de l'ordre des Palmes académiques
- Officier de l'ordre du Mérite agricole
- Chevalier de l'ordre du Mérite maritime (3 janvier 2012)[42]
- Officier des Arts et des Lettres (2020)[43]
- Médaille de la Défense nationale, échelon bronze
- Médaille de la jeunesse, des sports et de l'engagement associatif, or
- Médaille de la sécurité intérieure, bronze

- Chevalier de l'Ordre de Saint-Grégoire-le-Grand (le 23 juin 2022[44])

## Polémique

### Tempête Xynthia
Alors que Jean-Jacques Brot vient d'être nommé préfet de Vendée, la tempête Xynthia balaie la Vendée dans la nuit du 27 au 28 février 2010 et fait 29 morts à La Faute-sur-Mer. Peu après le drame, face à des habitants en colère mettant en cause la responsabilité de l'Etat dans l'obtention de permis de construire, il déclare « Je ne peux pas supporter que vous m'accusiez de la responsabilité de ce drame ». Bien que rejetant une faute lourde de l'Etat, la cour d'Appel de Nantes décidera le 19 mars 2019 que « la responsabilité de l’Etat est engagée en raison du « retard » qu’il a pris pour finaliser le Plan de prévention des risques d’inondation (PPRI) de La Faute-sur-Mer, en dépit des « comportements hautement critiquables » de René Marratier, maire de La Faute-sur-Mer, et de son ancienne première adjointe Françoise Babin »